# Ian Caldwell
Ian Caldwell es un escritor estadounidense. En 2004 publicó la novela "The Rule of Four".

## Biografía
Ian Caldwell, nacido en el estado de la Virginia, recibió una de las distinciones más prestigiadas del universo académico norteamericano como miembro de una de las más antiguas fraternidades universitarias, la Phi Beta Kappa, fundada en 1776. En 1998, se formó en Historia por la Universidad de Princeton. En 2005, su esposa Meredith dio a la luz su primer hijo, Ethan Sawyer Caldwell. Viven en Newport News, Virginia.

## Trayectoria
Poco después de su graduación inició la redacción de su primer libro "The Rule of Four", en coautoría con su amigo y compañero universitario Dustin Thomason. El libro, considerado autobiográfico, es un thriller de suspense intelectual y cuenta la historia de cuatro finalistas de la Universidad de Princeton que descubren algunos de los secretos que podrán ayudar a desvelar el Sueño de Polífilo, un texto del siglo XV escrito en varias lenguas por un padre romano el año de 1499. "The Rule of Four" (llamada La Regla de Cuatro, en Portugal y El Enigma del Cuatro, en Brasil) se hizo un best seller bastante elogiado por la crítica.